# ＃ハッシュタグ
『＃ハッシュタグ』は、2018年2月13日から3月6日までTOKYO MXで放送されていた日本のテレビドラマ。

## 概要
日本と台湾で同時進行してゆくドラマ。スマートフォンで撮った様な画面中央に寄った映像が多用されている。
劇中劇として本編とは全く関係のない短編ドラマ「坊っちゃん団子姫」がドラマの終わりに挿入される。

## あらすじ
会社員の佳奈美と塾講師の類は二人で台湾旅行に行く予定であったが、類の職場でインフルエンザのために講師が足りなくなり、旅行をキャンセルすることになる。佳奈美は一人で台湾に渡る。相乗りタクシーでゲストハウススタッフであるウーシュンと出逢う。その後パスポートを盗られたところでウーシュンと再会し、ゲストハウスに転がり込むことになる。一方、日本に残った類は仕事の後で呑みに行き、酔い潰れてしまい…

## 登場人物

### 日本編
佳奈美
演 - 水沢エレナ
会社員。ベタなことが大好き
類
演 - 栗山航
塾講師。佳奈美と交際中。頼まれたら断れない。同僚がインフルエンザに罹り、授業を穴埋めするために佳奈美との台湾旅行をキャンセルした
香織
演 - 長谷部優
佳奈美の先輩。酔いつぶれた類を自宅まで送り…？
晴海
演 - 白鳥羽純(X21)
佳奈美の妹。類の塾の生徒。
保
演 - 中丸新将
居酒屋「せごどん」経営。類の父親

### 台湾編
ウーシュン
演 - 廖科溢
ゲストハウススタッフ
メイラン
演 - 劉致妤(シャドウ・リュウ)
ゲストハウスオーナー。ウーシュンの姉。
トニー
演 - 大西由希也
泥棒

### 劇中劇 坊っちゃん団子姫
- 桜まゆみ
- 徳留歌織

## スタッフ
- 脚本 - 野村伸一
- 監督 - 谷内田彰久
- 企画・プロデュース - 山崎友之
- プロデュース - 渡辺和昌
- 音楽 - ユナイテッドモンモンサン
- 主題歌 - 天月「きみだけは」(OP) 、ヒナタとアシュリー「朝のにおい」（ED)
- 制作協力 - OKWAVE[1]
- ポストプロダクション - アオイスタジオ
- 制作プロダクション - ブロードマークス CINEC
- 製作 - SOMEDAY・＃ハッシュタグ製作委員会

### 日本STAFF
- プロデューサー - 小笠原宏之
- 助監督 - 水内宏征

### 台湾STAFF
- 台湾製作 - 星淘娯樂股份有限公司・亞洲衛星電視
- 台湾プロデューサー - 洪淑鈴
- 助監督 - 羅潤財